# 东风站 (额济纳)
东风站是清绿铁路过去的尽头站，位于额济纳旗额肯查干牧场宝日乌拉嘎查南部的布格音阿日拉，东风航天城西侧，距建国营站117公里。清绿铁路北延后，东风站仍是军列301/302次的始发站。
东风站由军队管理，东风航天城发射的航天器均經由清绿铁路运至东风站。